# Anopleta nitella
Anopleta nitella är en skalbaggsart som först beskrevs av Lars Zakarias Brundin 1948.  Anopleta nitella ingår i släktet Anopleta, och familjen kortvingar. Arten är reproducerande i Sverige.